# Беставашвили, Анаида Николаевна
Беставашвили Анаида Николаевна (род. 23 сентября 1939, Тбилиси) — переводчик художественной литературы с грузинского языка на русский, литературовед, публицист. 
Заслуженный деятель искусств Грузинской ССР (1983)

## Биография
Почти все детство провела в НКАО в городе Степанакерте у своего дедушки Асриян (Асрян) Михаила Атаевича (1883—1964) — известного хирурга, одного из основателей здравоохранения Нагорного Карабаха, областной больнице Степанакерта присвоено его имя.
В 1957 году закончила в Тбилиси среднюю школу с золотой медалью и музыкальное училище им. Палиашвили и поступила в Тбилисский государственный университет имени Иванэ Джавахишвили на филологический факультет. В 1958 году Союз писателей Грузии направил в Литературный институт имени А. М. Горького на переводческое отделение (с грузинского на русский). Наставниками были Фатьма Антоновна Твалтвадзе и Лев Адольфович Озеров. С 1963 по 1967 год работала старшим редактором в Тбилисском издательстве «Литература да хеловнеба» (позднее — «Мерани»).
В 1968 году была принята в аспирантуру Литературного института, тема диссертации «Николоз Бараташвили в русских переводах». С 1968 по 1991 год преподавала грузинскую литературу на очном и заочном отделениях, на Высших литературных курсах Литературного института, читала курс лекций по Теории художественного перевода, вела творческие семинары по переводу грузинской прозы и поэзии. Участвовала в республиканских, всесоюзных и международных симпозиумах, конференциях, встречах, выступала с лекциями в разных уголках земного шара. В 1983 году — звание Заслуженный деятель искусств Грузинской ССР за творческую и преподавательскую деятельность.
Печатается с 1960 года. Одна из ранних статей о первой книге Булата Окуджавы «По дороге к Тинатин». В феврале 1968 года была принята в Союз писателей Грузии. Публиковалась в газетах и журналах Грузии: «Мнатоби», «Цискари», «Сабчота Хеловнеба», «Литературули Сакартвело», «Литературная Грузия» и др. Была постоянным автором журналов «Дружба народов», «Литературное обозрение». Публиковалась в США, Израиле — «Новое русское слово», «Панорама», «Русский базар», «Наша страна» и др.
Среди переведенных авторов: признанные классиками писатели старшего поколения — Серго Клдиашвили, Демна Шенгелая, Константин Лордкипанидзе, Симон Чиковани, Григол Чиковани, Серги Чилая, знаменитые шестидесятники — Георгий Цицишвили, Эдишер Кипиани, Гурам Асатиани, Арчил Сулакаури, Акакий Г. Васадзе, Гурам Гегешидзе, Чабуа Амирэджиби, Тамаз Чиладзе — более 30 авторов.
В 1964 году была в комиссии по подстрочному переводу с комментариями «Вэпхисткаосани (Витязь в тигровой шкуре)», в 1968 году работала над юбилейным изданием подстрочных переводов текстов Николоза Бараташвили. В том же году были опубликованы с предисловием Ираклия Андроникова письма Николоза Бараташвили в переводе на русский язык. В 1970-х годах перевела «Грузинские народные новеллы», «Грузинский народный юмор», «Грузинские народные сказки», выдержавшие многие издания в Тбилиси и в Москве в издательстве «Наука». Под редакцией академика Александра Гвахария дважды издавала средневековый эпос «Русуданиани» (в Тбилиси и в Москве). Несколько лет работала над переводом «Исторических хроник Грузии» Вахтанга Челидзе, где в работе над древними текстами пользовалась консультацией и помощью виднейших ученых Н. Джанашия и Г. Берадзе. С русских переводов А. Беставашвили грузинская литература была издана в десятках стран Европы и бывшего СССР.
Была редактором и составителем сборников стихов Отара Чиладзе, Джансуга Чарквиани, Анны Каландадзе, Резо Маргиани и других, а также русских поэтов-переводчиков: Яна Гольцмана, Владимира Леоновича, Юрия Ряшенцева, Наталии Соколовской, Ларисы Фоменко, Ильи Дадашидзе и др. Сотрудничала много лет с Коллегией по художественному переводу под руководством О. Нодия.
За более чем 55 лет Анаидой Беставашвили было переведено и издано в Тбилиси и Москве около 50 книг и написано и опубликовано более 200 статей о грузинской литературе, кино, театре, живописи, о проблемах художественного перевода, исторических и культурных связях. Переводила так же с грузинского пьесы, сценарии, научные труды об искусстве.
С 1989 г., продолжая заниматься переводом с грузинского, выступала как публицист в газетах «Известия», «Культура», «Литературная газета», в журналах «Дружба народов», «Диалог», «Истина и жизнь» и др.
Устраивала вечера грузинского искусства и поэзии в Москве и Санкт-Петербурге. Организовывала благотворительные вечера в пользу беженцев, детей и детских домов Грузии. Занималась популяризацией грузинской культуры. Сотрудничала с выходившей в Москве газетой «Мзиури». Участвовала в творческих встречах грузинской и московской интеллигенции.
Занималась общественной деятельностью — помощь беженцам, активно участвовала в правозащитном движении. При Президенте РФ Б. Ельцине была экспертом комиссии по правам человека, а также членом комитета «Гражданское содействие». В годы армяно-азербайджанского конфликта была ответственным секретарем Комитета российской интеллигенции «Карабах» (КРИК), в который входили такие крупные писатели и общественные деятели, как Андрей Нуйкин, Тимур Гайдар, Юрий Черниченко, Валентин Оскоцкий, Инесса Буркова и многие другие. Не раз выезжала на линию фронта в Нагорный Карабах.
В последние годы перевела три пьесы Тамаза Чиладзе, две повести Гурама Батиашвили. Опубликовала несколько рецензий, в том числе на книгу воспоминаний Нины Табидзе «Радуга на рассвете», написала воспоминания о таких известных писателях, как Александр Галич, с которым была связана многолетней дружбой, Лев Озеров, Андрей Вознесенский, Нита Табидзе, Белла Ахмадулина, Тамаз Чиладзе, Чабуа Амирэджиби, Илья Дадашидзе и др.

## Семья
Замужем, имеет двоих детей (Нина 1964, Михаил 1966), трёх внуков.

## Избранные Статьи
- «Мерани» Николоза Бараташвили (к истории перевода), журнал-сборник историко-литературных теоретических и критических статей «Писатель и жизнь», выпуск VII, Литературный институт им. А. М. Горького, 1972, М, Изд. Московского университета, с. 223—234
- «…Знамёна снега в тоненьких руках» (Отар Чиладзе. Девять поэм. 1969 Ребёнок играл по просьбе гостей 1968), журнал «Дружба народов», 1970, № 6, с. 275—277
- Одержимый пафосом дружбы (о книге Г. Цуриковой Тициан Табидзе. Жизнь и поэзия «Советский писатель» Л 1971), журнал «Дружба народов», 1972, № 10, с. 271—273
- Праздник сердца (о книге Л. Андгуладзе «Бальмонт и Грузия»), журнал «Литературная Грузия», 1974, № 3, с. 94—96
- Дыхание слова (Отар Чиладзе. Другая сторона сердца 1974), журнал «Литературное обозрение», 1975, № 9, с. 46—47
- Встреча с Пиросмани (о книге Э. Кузнецова «Пиросмани» серия «Жизнь в искусстве»), журнал «Литературная Грузия», 1977, № 4, с. 92—96
- Где искать волшебное дерево? (о фильме Тенгиза Абуладзе), журнал «Литературная Грузия», 1978, № 1, с. 167—175
- Серебряные премудрости (о выставке работ Манабы Магомедовой в Москве в Музее искусств народов Востока), журнал «Дружба народов», 1979, № 7, с. 191—195
- Рядом с писателем (о книге М. Златкина «Когда книга сближает народы»), журнал «Литературная Грузия», 1981, № 1, с. 169—173
- Камертон — время (о романе Гурама Гегешидзе «Глас вопиющего» Тбилиси «Мерани» 1982 на груз. яз.), журнал «Литературное обозрение», 1983, № 11, с. 53—55
- В памяти навеки (о фильме Г. Б. Щукина «Особое подразделение»), газета «Известия», 1984, № 137(20848), 16 мая, с. 6
- Живая ткань общего творчества, беседа со Львом Озеровым, газета «Известия», 1984, № 248(20959), 4 сентября, с. 3
- Дар памяти (о книгах Тенгиза Буачидзе), Журнал «Дружба народов», 1985, № 3, 157000, с. 253—255
- «Сила, вздымающая ввысь…» (о творчестве Реваза Габриадзе), журнал «Сабчота Хеловнеба», 1985, № 8, с. 33—38, на груз. яз.
- Заметки о прозе Отара Чиладзе, «Писатель и жизнь» — Сборник историко-литературных теоретических и критических статей, М, «Советский писатель», 1987, с. 83—100
- Золото и его синонимы (пьеса Бар-Йосефа «Золото» в Вахтанговском театре), газета «Вестник еврейского агентства в России», 1998, № 8(25), апрель, с. 12—13
- Гамлет и Стуруа на пороге третьего тысячелетия («Гамлет» в театре «Сатирикон» имени А. Райкина), газета «Мзиури» («Солнечный»), 1998, декабрь, с. 23
- Судьба художника в пространстве века (об Андрее Хржановском), «Искусство», приложение к газете «Первое сентября», 1999, № 9 (129), март 1999, с. 2—3
- «Я хотел бы родиться во всех странах…» (вручение Евгению Евтушенко премии Уолта Уитмена в США), газета «Новое русское слово», Нью-Йорк, 26—27 июня, с. 39
- История народа в зеркале антологии (о книге «Антология ивритской литературы»), газета «Вестник еврейского агентства в России», 1999, № 11—12(28—29), июль-август, с. 16—17
- Вернуться в прошлое (о книге Нины Табидзе «Радуга на рассвете» Воспоминания. Тбилиси, «Мерани» 1999), журнал «Дружба народов», 2000, № 3, с. 206—209
- Письма сфинксу (о спектакле «Комната смеха» Камы Гинкаса)
- Галактика Галактиона (о Галактионе Табидзе и Владимире Леоновиче) журнал «Русский клуб», №5, 2016 стр. 14-15

## Публицистика
- Хочу верить, что мы не одиноки, (о событиях в Тбилиси 9 апреля 1989 г.), газета «Литературули Сакартвело», 1989, № 19 (2695), 12 мая, с. 5—6, на груз. яз.
- Спасите Карабах, газета «Армянский вестник»,1990, № 11 ноябрь, с. 1 и 3
- Беженцы на Красной площади, газета «Армянский вестник», 1990, № 12, декабрь, с. 3
- Я повторяю свой призыв…, (в защиту беженцев), газета «Армянский вестник», 1991, № 2(16), февраль, с. 3
- Нож в руках самоубийцы, (о Карабахском конфликте), журнал «Тесакет» (журнал армянского национального союза), 1991, № 1, с. 19—23
- По ком звонит колокол Карабаха? (колонка редактора), газета «Армянский вестник», 1994, № 8—9(67—68), август-сентябрь, с. 1
- Пасха на Святой земле, газета «Армянский вестник», 1995, № 9—10(80—81), апрель, с. 1 и 14
- "Галина Старовойтова: «Скоро они начнут стрелять…», (к годовщине со дня гибели Галины Старовойтовой), газета «Русский базар», США, 1999, № 48(188), 24 ноября — 1 декабря, с. 30
- «Книга свидетельств» (о книге Льва Озерова «Портреты без рам» М. «Academia» 1999), газета «Новое русское слово», США, 2000, 27—28 мая, с. 43
- «Люди и памятники» (о книге Б. Баратова «Разоренный рай. Путешествие в Карабах»), журнал «Армянский вестник» (возобновленное издание), 2000, № 1—2, с. 223—226
- «Четвертая молодость» (о книге Александра Бовина «5 лет среди евреев и мидовцев»), газета «Вестник Еврейского агентства в России», 2000, № 1(42), сентябрь, с. 11
- «Держитесь, мои дорогие», (о российско-грузинской войне 2008), газета «Свободная Грузия» № 65—66(23999), 2008, 30 августа
- «Хочу верить…», (о российско-грузинской войне 2008), газета «Свободная Грузия» № 67—68(24013), 2008, 6 сентября
- «Два лагеря», (о российско-грузинской войне 2008), газета «Свободная Грузия» № 69—70(24015), 2008, 13 сентября
- Неоконченная война, 2009, 23 сентября; Должна ли культура отвечать за политику, 2010, 14 января

## Воспоминания, к юбилеям, памяти
- Блаженны выбравшие Свободу (18 октября А. Галичу исполнилось бы 80), Международная Еврейская газета, 1998, № 40(239), октябрь, с. 4
- Век любви (к 100-летию Марка Златкина), журнал «Литературная Грузия», 1998, № 7—9, с. 228—230
- Последний певец Исхода (в рубрике «Прошу слова», к годовщине со дня рождения А. Галича), газета «Новое русское слово», Нью-Йорк, 1999, 15 октября, с. 13
- «Не уезжай, голубчик мой!» (об Илье Дадашидзе), книга «Всего лишь гость…», М, Изд. «Права человека», 2003, с. 349—356
- Борис Пастернак и Грузия, газета «Свободная Грузия», № 11—12(24163), 2010, 11 февраля
- «Танит, дочь Тициана» (о Ните Табидзе), журнал «Русский клуб», № 3(54), 2010, март, с. 8—10
- Загадка Отара Чиладзе (20 марта Отару Чиладзе исполнилось бы 80 лет), 2013
- Манаба — серебряная легенда Кавказа (5 ноября Манабе Магомедовой исполнилось бы 85 лет), 2013
- Любимый Учитель (10 августа Льву Адольфовичу Озерову исполнилось бы 100 лет), 2014
- Драгоценная простота (21 сентября Эдишеру Кипиани исполнилось бы 90 лет), 2014
- Девочка из тбилисского дворика (23 июля Виктории Чаликовой исполнилось бы 80 лет), журнал «Русский клуб», Тбилиси, № 8, 2015, август, с. 32—33
- Остаться человеком (к юбилею Лидии Графовой), газета «Литературные вести», 1998, № 31 октябрь, с. 8
- Старый друг, но совсем молодой человек, (к 70-летию Александра Эбаноидзе), журнал «Русский клуб», Тбилиси, № 9(48), 2009, сентябрь, с. 11—13
- Кто живёт на звёздах (к 80-летию Тамаза Чиладзе), 2011
- Свободный раб Божий (к 90-летию Чабуа Амирэджиби), 2011
- Вспоминая Вику Чаликову, газета «Демократическая Россия», № 11 (17), 1991, 7 июня, с. 13
- «Он был большим Мастером», (памяти художника Роберта Кондахсазова), газета «Свободная Грузия», № 51—52(24203), 1 июля 2010
- Бессмертие (памяти Отара Чиладзе), журнал «Русский клуб», № 10(49), октябрь 2009, с. 54
- «Вольноотпущенник времени», (памяти Андрея Вознесенского), газета «Свободная Грузия», № 53—54(24205), 15 июля 2010
- «Сны о Грузии» (памяти Беллы Ахмадулиной), 2010
- Золотые руки, не знавшие покоя (памяти Манабы Магомедовой), 2013
- Памяти друга (памяти Владимира Леоновича), журнал «Русский клуб», Тбилиси, № 8, 2014, август, с. 48—49